# ピュロス2世
ピュロス2世（またはピュッロス2世、希：Πύρρος τηςΒ', ラテン文字転記：Pyrrhos II, 生没年不詳, 在位：紀元前255年 - 紀元前238年）はエピロス王である。
ピュロス2世は先代の王アレクサンドロス2世とその異母姉妹オリュンピアス2世の子で、次代の王プトレマイオスの兄である。子供にはデイダメイア2世がいる。ピュロスが王位を継承した時、彼はまだ幼かったために母オリュンピアス2世の後見を受けた。ピュロスが成長すると、オリュンピアス2世は政権をピュロスに返し、彼は親政を行った。

## 註
1. ↑  ユスティヌス, XXVIII. 1